# Lena Suijkerbuijk
Lena Suijkerbuijk (11 februari 1994) is een Vlaamse actrice. 

## Biografie
Lena Suijkerbuijk studeerde af in 2016 aan de Karel de Grote Hogeschool in sociaal werk, kunst- en cultuurbemiddeling.
In 2004 vertolkte ze als kindactrice een gastrol in twee afleveringen in het zevende seizoen van de televisieserie Spoed en maakte ze ook een optreden in de serie Zone Stad. In 2016 vertolkte ze een van de hoofdrollen als Lina in de langspeelfilm Home van Fien Troch. Voor deze rol werd ze genomineerd voor twee Ensors: Beste debuut en beste actrice 2017. Op 16 september 2017 tijdens de laatste avond van het Filmfestival van Oostende werd ze de laureate van de Ensor Beste Actrice 2017.

## Filmografie (selectie)
- 2008: Make-Up van Georges Terryn - als Lena
- 2016: Home van Fien Troch - als Lina
- 2018: Affogare van Marco Berton Scapinello - als Dafne
- 2019: The Memory Shop van Christiaan Neu - als Lima jong
- 2019: Ik wil naar huis van Christiaan Neu - als Ella

## Prijzen en nominaties
De belangrijkste:
| Jaar | Prijs | Categorie     | Film | Uitslag     |
| ---- | ----- | ------------- | ---- | ----------- |
| 2017 | Ensor | Beste actrice | Home | Gewonnen    |
| 2017 | Ensor | Beste debuut  | Home | Genomineerd |